# Hypnum campoanum
Hypnum campoanum là một loài Rêu trong họ Hypnaceae. Loài này được (Thér.) Broth. mô tả khoa học đầu tiên năm 1925.